# Baghlia
Baghlia (în arabă بغلية) este o comună din provincia Boumerdès, Algeria.
Populația comunei este de 18.052 de locuitori (2008).